# Apollonius (krater księżycowy)
Apollonius – krater uderzeniowy znajdujący się na wschodniej części widzianej z Ziemi stronie Księżyca. Znajduje się na wyżynie graniczącej na zachód z Mare Undarum i na północny wschód od Sinus Successus na Mare Fecunditatis. Na południowym zachodzie znajduje się krater Firmicus a na północy krater Condon.
Zewnętrzna ściana krateru Apollonius jest nieco zniszczona w procesie erozji oraz przez mniejsze kratery (wliczając w to Apollonius E) na zachodniej ścianie. Wnętrze krateru jest płaskie, pokryte lawą i ma niskie albedo. Formacja nie posiada głównego szczytu ani żadnych małych kraterów na dnie.

## Satelitarne kratery
| Apollonius | Szerokość | Długość | Średnica |
| ---------- | --------- | ------- | -------- |
| A          | 4,8° N    | 56,8° E | 24 km    |
| B          | 5,7° N    | 57,6° E | 32 km    |
| E          | 4,4° N    | 61,9° E | 16 km    |
| F          | 5,6° N    | 60,0° E | 16 km    |
| H          | 3,4° N    | 59,6° E | 20 km    |
| J          | 4,6° N    | 57,5° E | 12 km    |
| L          | 6,5° N    | 54,6° E | 9 km     |
| M          | 4,8° N    | 61,9° E | 10 km    |
| N          | 4,8° N    | 64,1° E | 9 km     |
| S          | 1,1° N    | 62,6° E | 15 km    |
| U          | 4,9° N    | 59,9° E | 7 km     |
| V          | 4,4° N    | 58,2° E | 16 km    |
| X          | 7,0° N    | 58,1° E | 31 km    |
| Y          | 4,9° N    | 62,6° E | 10 km    |